# 鹿児島市立吉田南中学校
鹿児島市立吉田南中学校（かごしましりつよしだみなみちゅうがっこう 英語: Yoshida-Minami Junior High School）は、鹿児島県鹿児島市本名町にある市立中学校。

## 学区
- 鹿児島市立本城小学校 全域
- 鹿児島市立本名小学校 全域
- 鹿児島市立宮小学校 全域
- 鹿児島市立牟礼岡小学校 全域

## 概要
- 市町村合併で吉田町が鹿児島市に編入される以前は、名称が吉田町立吉田南中学校であった。
- 現在の生徒数は各学年3学級で、301名である（平成21年9月現在）。

## 主な進学先
- 旧吉田町は学区の境目になるため、鹿児島学区に属しているが、姶良・伊佐学区の普通科へも学区内受験ができる。